# 中华人民共和国电机制造工业部
中华人民共和国电机制造工业部，于1956年5月12日第一届全国人大常委会第四十次会议决定设立。第一机械工业部的电机、电器、电材3个工业管理局的建制划归电机制造工业部。电机部设司局级机构18个，行政编制1468人。电器工業管理局副局長王佑民。1958年2月1日，第一届全国人民代表大会第五次会议通过决定，将电机制造工业部合并入第一机械工业部，改称第八局，并将原由第三局管理的动力机械部分（汽轮机、锅炉）划入，局长周建南。
1960年10月第一机械工业部将第八局电器管理机构划出成立第七局。1961年8月,七局、八局合署办公,称“七八局”。1970年7月，七八局改称电工组。1972年10月，电工组改为电工局。1978年，电工局更名为电工总局。1982年改为机械工业部电器工业局，局长周鹤良。1988年4月改为机械电子工业部第一装备司。

## 历任领导
部长
1. 张霖之（1956年5月－1958年2月）

副部长
- 白　坚(1956.6-1958.2)
- 韩纯德(1956.6-1958.2)
- 沈　鸿(1956.6-1958.2)

部长助理
- 周建南(1956.6-1958.2)
- 朱　毅(1956.6-1958.2)
- 杨寿山(1956.6-1958.2)
- 鞠抗捷(1956.6-1958.2)

| 先前机关： 由第一机械工业部下属 电机制造局等独立 | 中华人民共和国国务院下属部门 · 中华人民共和国电机制造工业部 · 1956年5月－1958年2月 | 后继机关： 并入第一机械工业部 |